# Sclerotina
La sclerotina è una proteina simile alla cheratina dei vertebrati che negli artropodi può formare composti chitino-proteici presenti nella procuticola della cuticola.
Questa è implicata anche nei processi di tannizzazione e sclerotizzazione della cuticola durante la muta.